# N.p.t.
Skróty: n.p.t. – nad poziomem terenu oraz m n.p.t. – metry nad poziomem terenu używane są przy mierzeniu wysokości względnej danego obiektu na Ziemi, przy czym punktem odniesienia jest podstawa tego obiektu (rzut równoległy w kierunku siły grawitacji na powierzchnię terenu).